# Municipio de Milton (condado de Wood)
El municipio de Milton (en inglés: Milton Township) es un municipio ubicado en el condado de Wood en el estado estadounidense de Ohio. En el año 2010 tenía una población de 979 habitantes y una densidad poblacional de 10,42 personas por km².

## Geografía
El municipio de Milton se encuentra ubicado en las coordenadas 41°17′56″N 83°49′30″O / 41.29889, -83.82500. Según la Oficina del Censo de los Estados Unidos, el municipio tiene una superficie total de 94 km², de la cual 94 km² corresponden a tierra firme y (0 %) 0 km² es agua.

## Demografía
Según el censo de 2010, había 979 personas residiendo en el municipio de Milton. La densidad de población era de 10,42 hab./km². De los 979 habitantes, el municipio de Milton estaba compuesto por el 94,28 % blancos, el 0,82 % eran afroamericanos, el 0,31 % eran amerindios, el 0,2 % eran asiáticos, el 2,45 % eran de otras razas y el 1,94 % eran de una mezcla de razas. Del total de la población el 7,05 % eran hispanos o latinos de cualquier raza.